# Rivière-sur-Tarn
Rivière-sur-Tarn è un comune francese di 1 064 abitanti situato nel dipartimento dell'Aveyron nella regione dell'Occitania.

## Società

### Evoluzione demografica
Abitanti censiti